# 小網
肝臓の下面を覆う腹膜を小網（しょうもう、Lesser omentum）といい、胃の凹状表面側、つまり上部（小弯）と十二指腸の始部へと続いている。胃に至る方を肝胃間膜(hepatogastric ligament)、十二指腸に至る方を肝十二指腸間膜(hepatoduodenal ligament)といい、後者は肝管や固有肝動脈などの、前者は左・右胃動静脈や迷走神経の胃枝・肝枝の通路となっており、局所解剖学上重要である。

## 関連事項
- 大網
- 腹膜